# LittleBigPlanet (jogo eletrônico de 2009)
LittleBigPlanet é um jogo eletrônico de plataforma e quebra-cabeça desenvolvido pela SCE Studio Cambridge e Media Molecule e publicado pela Sony Computer Entertainment. O título, para PlayStation Portable, permite ao jogador modificar o cenário e criar as próprias regras do jogo, usando os materiais encontrados no mundo virtual e as habilidades dos personagens. Você cria o seu jogo.